# Watsonville
Watsonville – miasto (city) w hrabstwie Santa Cruz, w zachodniej części stanu Kalifornia, w Stanach Zjednoczonych, położone nad rzeką Pajaro. W 2013 roku miasto liczyło 52 477 mieszkańców.